# Barry Lyndon
Barry Lyndon – brytyjsko-amerykański film kostiumowy z 1975 roku w reżyserii Stanleya Kubricka. Scenariusz filmu oparty został na klasycznej łotrzykowskiej XIX-wiecznej powieści Williama Makepeace’a Thackeraya The Luck of Barry Lyndon. Film opowiada o inteligentnym irlandzkim młodzieńcu Redmondzie Barry, który stara się przedostać do wyższych sfer i arystokracji. W tym celu ucieka się do wielu intryg.

## Zdjęcia do filmu

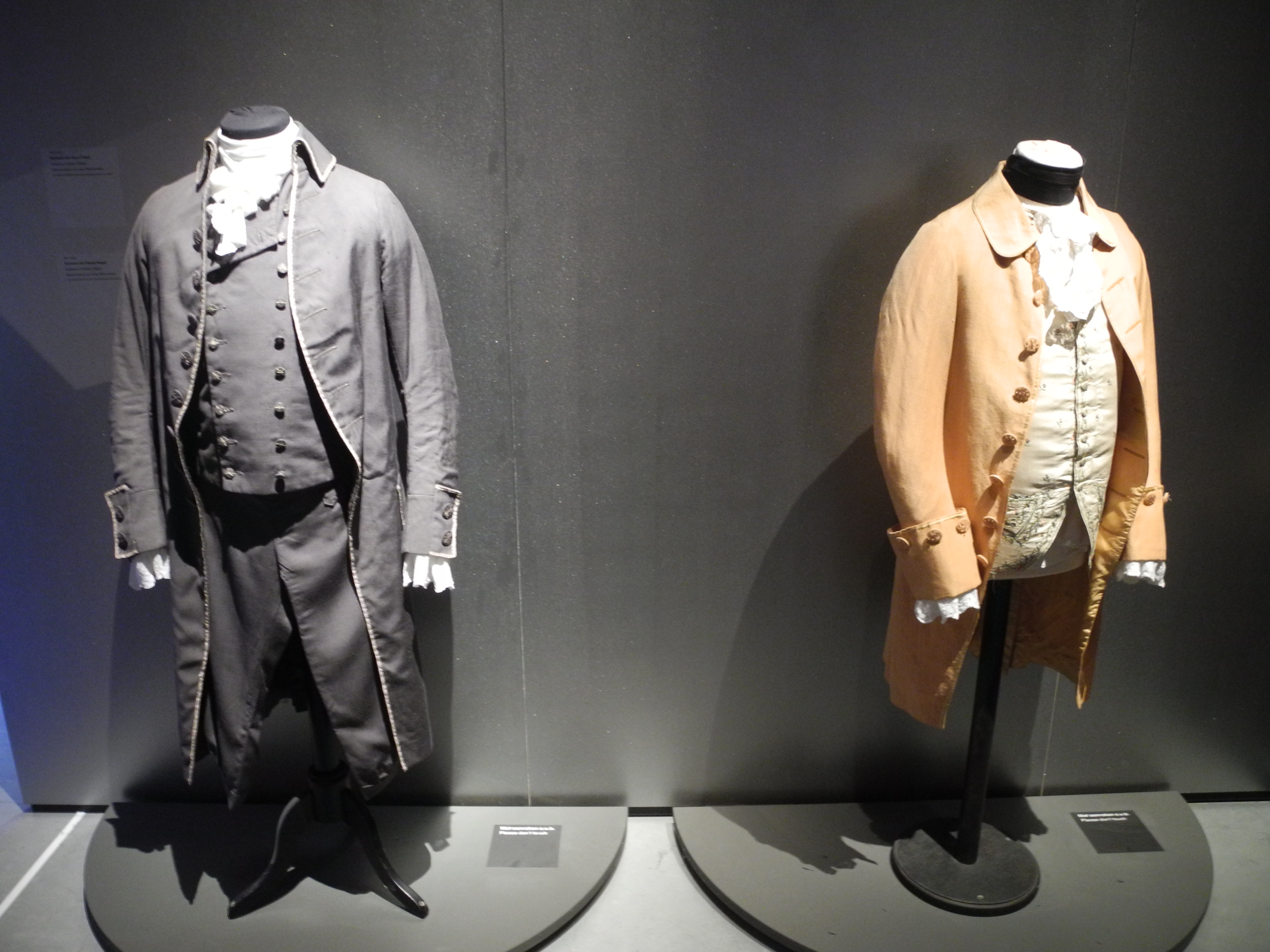
Oryginalne kostiumy z filmu

Kubrick i operator filmowy John Alcott, zainspirowani XVIII-wiecznym malarstwem Thomasa Gainsborough i Williama Hogartha, postanowili nakręcić film przy naturalnym świetle i świecach, i nie używać dodatkowego elektrycznego oświetlenia w tak wielu scenach, jak to będzie możliwe. Po miesiącach poszukiwań i eksperymentowania z różnymi obiektywami oraz rodzajami taśmy filmowej trafili na 50 mm obiektywy wyprodukowane przez niemiecką firmę Zeiss dla NASA i użyte przy lądowaniu na księżycu. Były one bardzo jasne, z małą przysłoną i stałą ogniskową. Po zainstalowaniu ich do specjalne zbudowanej kamery filmowej Kubrickowi udało się uchwycić i przenieść na ekran charakter wnętrz epoki „przedelektrycznej”.
Film kręcony był głównie w Irlandii, w oryginalnych historycznych wnętrzach, a także w Anglii i Szkocji oraz Berlinie, który „grał” Prusy z czasów wojny siedmioletniej. Jednym z miejsc, gdzie kręcono film był Powerscourt House w Enniskerry w irlandzkim hrabstwie Wicklow. Wkrótce po zdjęciach w listopadzie 1974 roku budynek został zniszczony podczas pożaru. Zdjęcia nakręcone wcześniej przez Kubricka posłużyły jako materiał do odbudowy pałacu.

## Obsada
- Ryan O’Neal – Barry Lyndon/Redmond Barry
- Marisa Berenson – lady Lyndon
- Patrick Magee – kawaler de Balibari

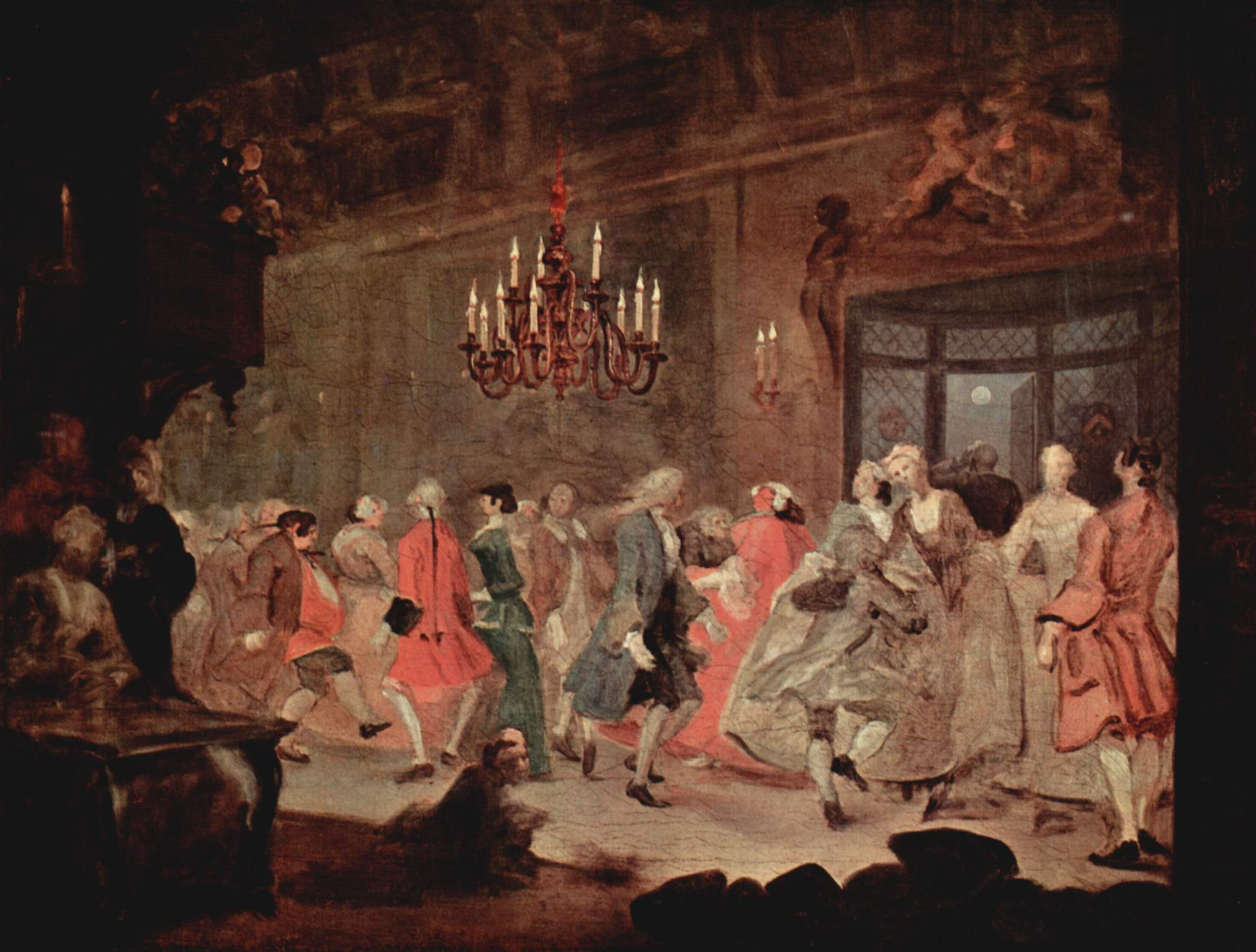
Jeden z charakterystycznych obrazów Williama Hogartha, które zainspirowały Kubricka do eksperymentów ze światłem – „Bal” (ok. 1745)

- Hardy Krüger – kapitan Potzdorf
- Steven Berkoff – lord Ludd
- Murray Melvin – wielebny

## Nagrody
- 4 Oscary:
  - Scenografia: Ken Adam, Roy Walker i Vernon Dixon
  - Zdjęcia: John Alcott
  - Kostiumy: Ulla-Britt Söderlund i Milena Canonero
  - Muzyka – adaptacja: Leonard Rosenman

- Nagroda Brytyjskiej Akademii Filmowej za reżyserię i zdjęcia
- Nagroda Stowarzyszenia Krytyków Filmowych Los Angeles i USA za zdjęcia
- Nagroda Krajowej Rady Krytyków Filmowych USA za najlepszy film i reżyserię